# Türkischer Ohrwurm

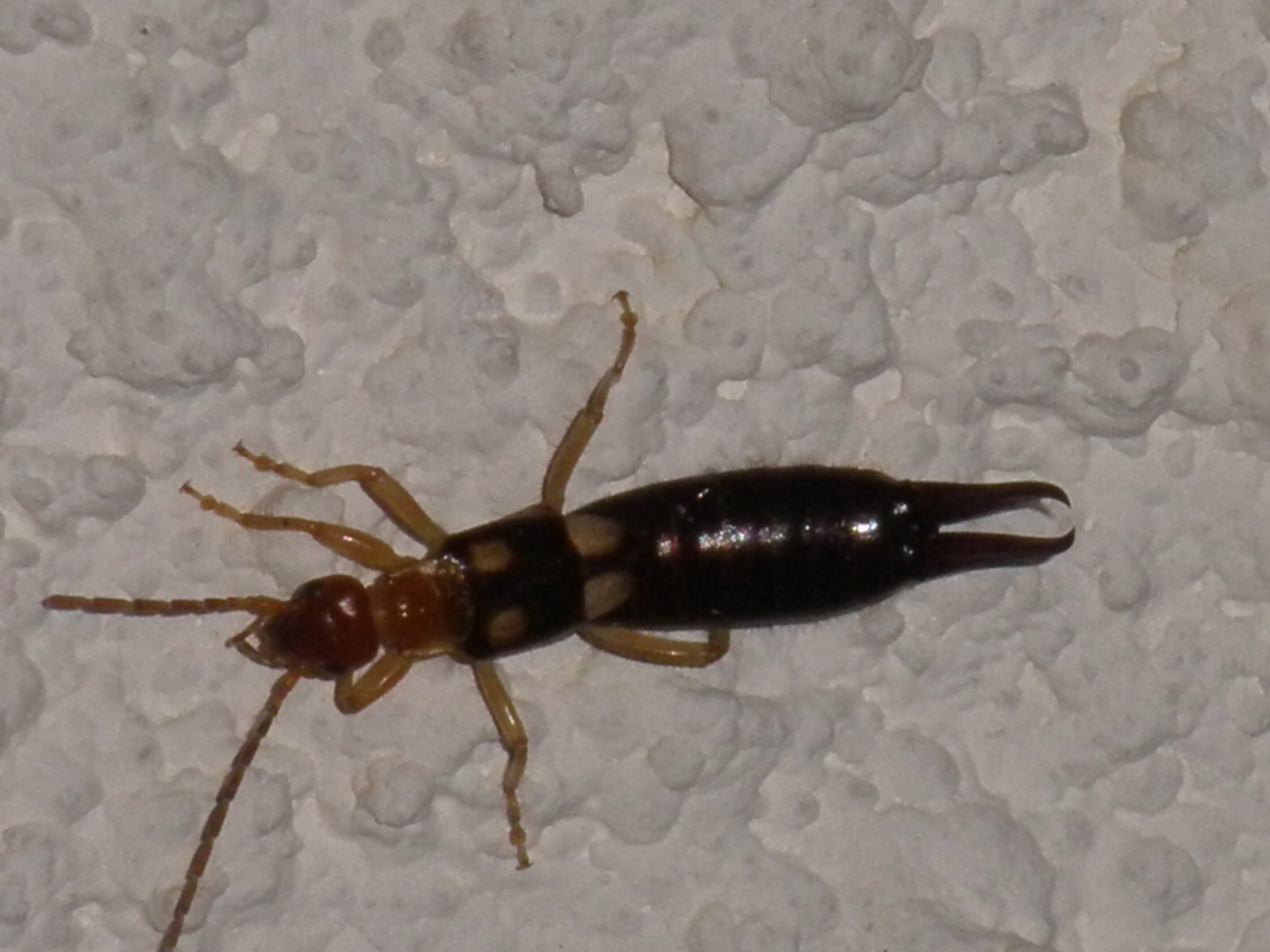
Weibchen

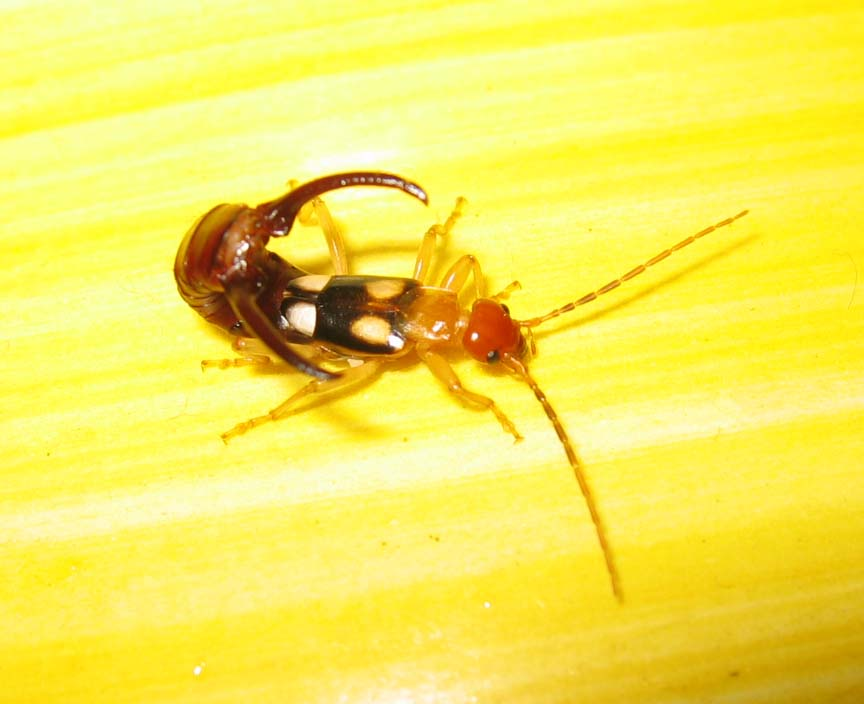
Ein Männchen in Abwehrhaltung

Der Türkische Ohrwurm (Forficula smyrnensis), auch Bulgarischer Ohrwurm genannt, ist eine Art der zu den Insekten gehörenden Ohrwürmer und von Südosteuropa bis Südwestasien verbreitet.

## Merkmale
Männchen erreichen Körperlängen von 23–28 mm, Weibchen von 19–24 mm. Der Kopf ist häufig orange gefärbt, das Pronotum ist gelblich. Die Elytren (Deckflügel) sind schwarzbraun mit zwei blassgelben ovalen Flecken. Die Hinterflügel ragen deutlich unter den Elytren hervor und sind weißlichgelb. Das Abdomen ist dunkelbraun, die Cerci sind schwarzbraun. Die Antennen sind braun, die basalen Segmente von ihnen sind blasser gefärbt als die übrigen Segmente. Die Beine sind gelblich. Die Zangen der Männchen sind simpel geformt: sie sind leicht gebogen und besitzen in der Mitte keine Zähne, sind jedoch an der Basis erweitert und leicht gezähnt. Forficula smyrnensis ist flugfähig.

### Ähnliche Arten
Vom Gemeinen Ohrwurm (Forficula auricularia) unterscheidet sich die Art durch die gelben Flecken auf den Elytren. Zudem sind die Zangen der Männchen anders geformt. Beim Zweipunkt-Ohrwurm (Anechura bipunctata) ist der Halsschild dunkel gefärbt und die cremefarbenen Flecken auf den Flügeln sind kleiner und weniger länglich. Zudem ist der Kopf nicht einheitlich gefärbt und die Zangen der Männchen sind auffälliger geformt. Doru taeniatum unterscheidet sich durch die Färbung deutlich, dennoch treten gelegentlich Verwechslungen auf.

## Verbreitung
Das ursprüngliche Verbreitungsgebiet reicht von Ungarn, Kroatien, Bosnien und Herzegowina, Serbien und dem südlichen Rumänien über den Süden der Balkanhalbinsel bis nach Südwestasien. Auch die Krim, die russische Region Krasnodar und die georgische Schwarzmeerküste gehören zum Areal. Von der Balkanhalbinsel reicht das Verbreitungsgebiet über die Türkei und Zypern bis nach Syrien, den Libanon, Israel, Jordanien, den Iran, Armenien und Aserbaidschan. Der Verbreitungsschwerpunkt liegt rund um das Ägäische Meer, also im Osten Griechenlands und im Westen der Türkei.
Durch Verschleppungen und klimatische Veränderungen konnte die Art in jüngerer Vergangenheit ihr Verbreitungsareal nach Nordwesten ausweiten. So wird Forficula smyrnensis regelmäßig im Osten Österreichs und Nordosten Italiens gefunden, außerdem in Slowenien und im Süden der Slowakei. Auch in Belgien, im Westen Österreichs, in Tschechien und in der russischen Oblast Wolgograd sind einzelne verschleppte Individuen gefunden worden. Aus dem 19. Jahrhundert sind auch verschleppte Individuen von Korsika bekannt. Die Verschleppungen durch den Menschen sind vermutlich vor allem auf Tourismus und nur sekundär auf Pflanzenhandel zurückzuführen.

## Lebensweise
Forficula smyrnensis ernährt sich überwiegend räuberisch von anderen Insekten, aber auch Pflanzen, Pilze, Algen und Baumsäfte werden gefressen. Auf der Suche nach Nahrung klettern die Tiere auch an Bäumen empor und können noch in 5 m Höhe gefunden werden.
Die nachtaktive Art kann ganzjährig gefunden werden, mit einem Schwerpunkt von Mai bis August. Tagsüber verstecken sich die Tiere an geschützten Orten, beispielsweise in alten Baumstümpfen und unter Rinde.
Die Weibchen legen 31–46 Eier in einem Klumpen in einer vorbereiteten Brutkammer ab, die sich beispielsweise unter der Rinde von Bäumen befinden kann. Bei 23 °C schlüpfen die Nymphen nach 7–14 Tagen. Die Weibchen kümmern sich um die frisch geschlüpften Nymphen. Diese durchlaufen innerhalb von 26–78 Tagen 4 Entwicklungsstadien bis zur Imago.

## Name
Das Art-Epitheton smyrnensis verweist auf die Typuslokalität Smyrna, das heutige Izmir im Westen der Türkei. Daher stammt auch der deutsche Trivialname.